# Mirza coquereli
Mirza coquereli là một loài động vật có vú trong họ Cheirogaleidae, bộ Linh trưởng. Loài này được A. Grandidier mô tả năm 1867.

## Hình ảnh

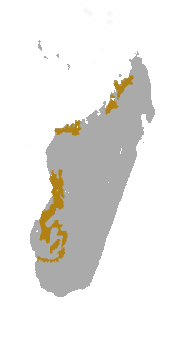
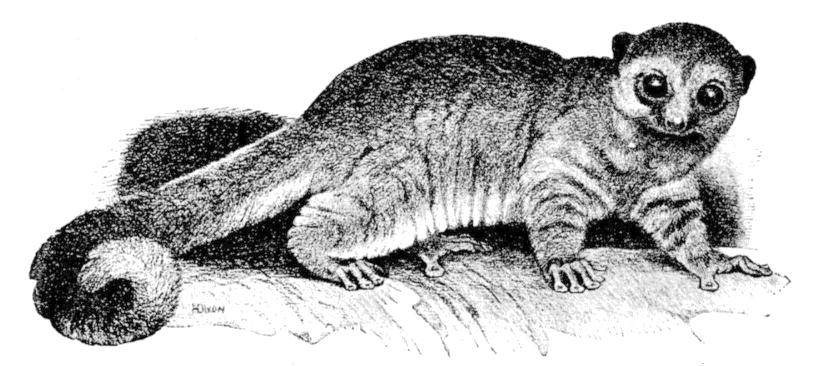